# 迪奇冰川
81°35′S 161°0′E / 81.583°S 161.000°E
迪奇冰川（英語：Dickey Glacier）是南極洲的冰川，位於羅斯冰架，全長22公里，流經測量員山脈東部，最終注入博蒙特灣，該冰川以美國海軍的指揮官命名。